# آنوش (فیلم ۱۹۳۰)
آنوش (ارمنی: Անուշ) یک فیلم صامت است محصول سال ۱۹۳۰ ارمنستان، به کارگردانی و نویسندگی ایوان پرستیانی این فیلم با اقتباس از رمانی به همین نوشته هوهانس تومانیان تهیه شده است.

## بازیگران
- ن. آرزومانیان[ب] در نقش آنوش
- واهرام آریستاکسیان در نقش سارو
- لوون ایساهاکیان در نقش مُوسی
- س. صافاریان[پ] در نقش مادر آنوش
- گ. استپانیان[ت] در نقش کیوخوا
- نینا مانوچاریان در نقش مادربزرگ آنوش
- ت. تر-هاکوبیان[ث]

## یادداشت
1. ↑  I.Perestiani
2. ↑  Ն. Արզումանյան
3. ↑  Ս. Սաֆարյան
4. ↑  Կ. Ստեփանյան
5. ↑  Վ. Տեր-Հակոբյան